# Heigenbrücken
Heigenbrücken là một đô thị nằm ở huyện Aschaffenburg, thuộc Regierungsbezirk Unterfranken, bang Bayern, Đức. Nơi đây có dân số khoảng 2.200 người.

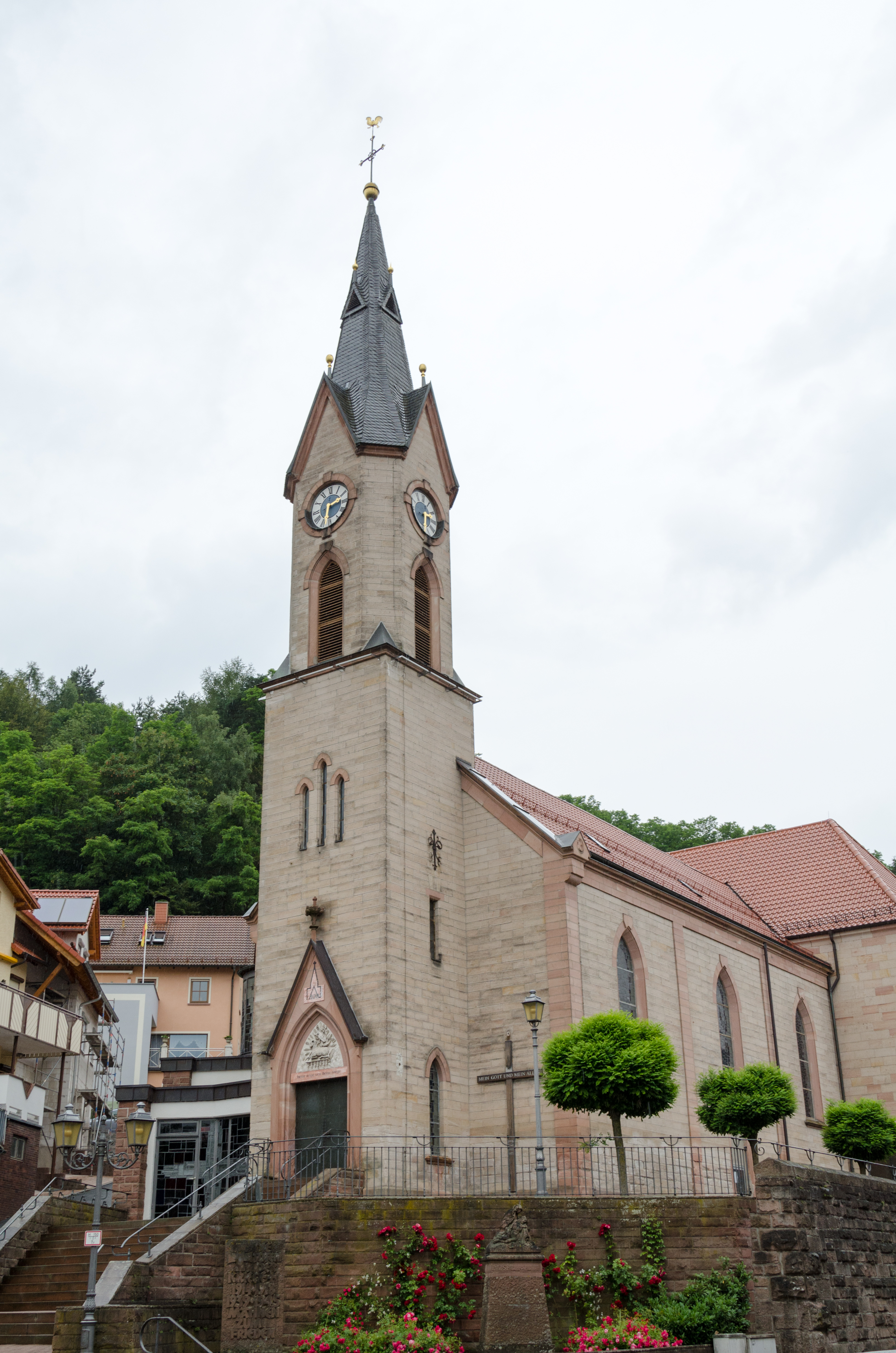
Nhà thờ giáo xứ Công giáo St. Wendelin, Heigenbrücken

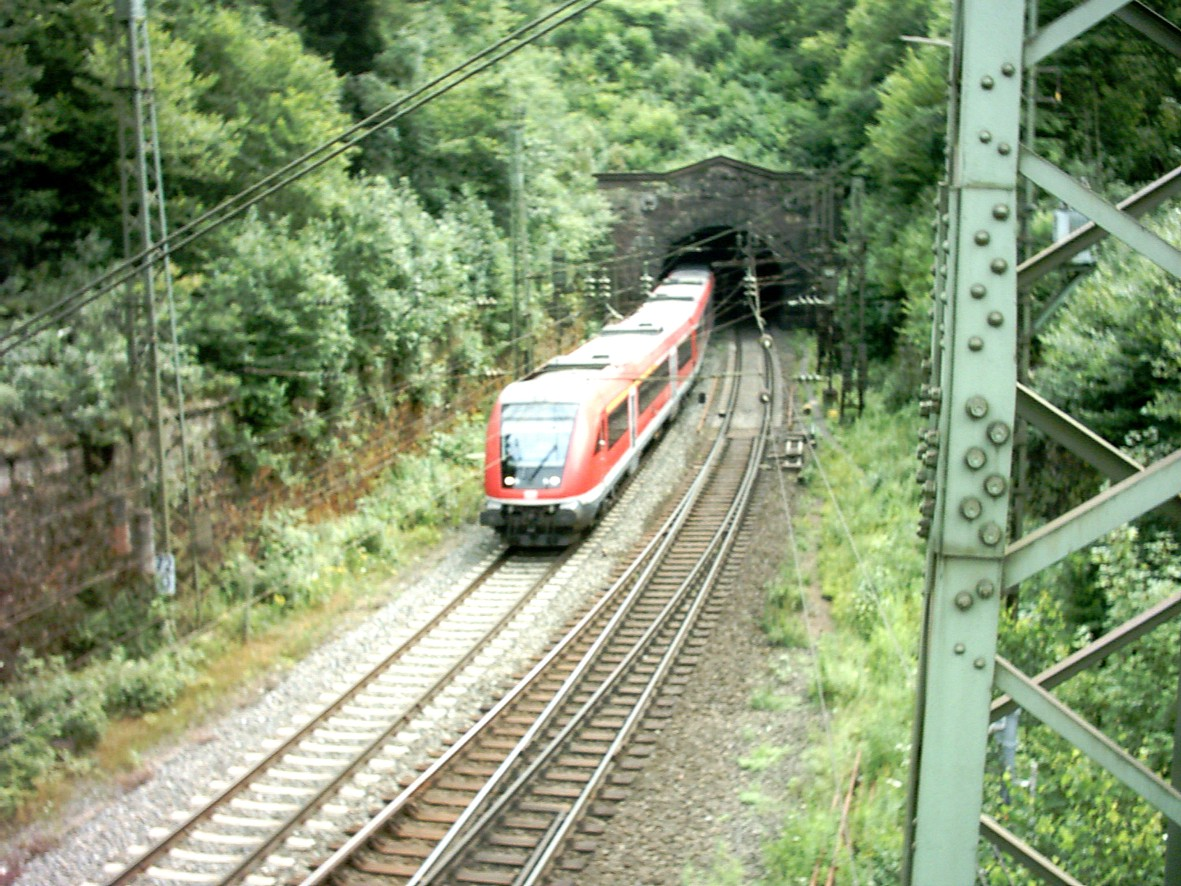
Cổng của đường hầm Schwarzkopfft cũ ở Heigenbrücken, hiện không được sử dụng